# Bích Hào
Bích Hào là một xã thuộc tỉnh Nghệ An, Việt Nam. Xã được hình thành trên cơ sở sáp nhập các xã Mai Giang, Thanh Lâm, Thanh Tùng và Thanh Xuân của huyện Thanh Chương trong đợt Sáp nhập tỉnh thành Việt Nam 2025.

## Địa lý
Xã Bích Hào có vị trí địa lý:
- Phía Đông giáp xã Vân An và xã Kim Liên;
- Phía Nam giáp tỉnh Hà Tĩnh;
- Phía Tây giáp xã Kim Bảng;
- Phía Bắc giáp xã Kim Bảng và xã Xuân Lâm.

Xã Bích Hào có diện tích tự nhiên 147,06 km².

## Hành chính và tên gọi
Xã Bích Hào được thành lập theo Nghị quyết số 1678/NQ-UBTVQH15 của Ủy ban Thường vụ Quốc hội Việt Nam, ban hành ngày 16 tháng 6 năm 2025. Theo đó, sắp xếp toàn bộ diện tích tự nhiên, quy mô dân số của các xã Mai Giang, Thanh Lâm, Thanh Tùng và Thanh Xuân thuộc huyện Thanh Chương trước đây thành một xã mới có tên gọi là xã Bích Hào.
Sau sắp xếp xã có diện tích tự nhiên: 147,06 km², quy mô dân số: 33.960 người.